# Ogród Zoologiczny w Krakowie

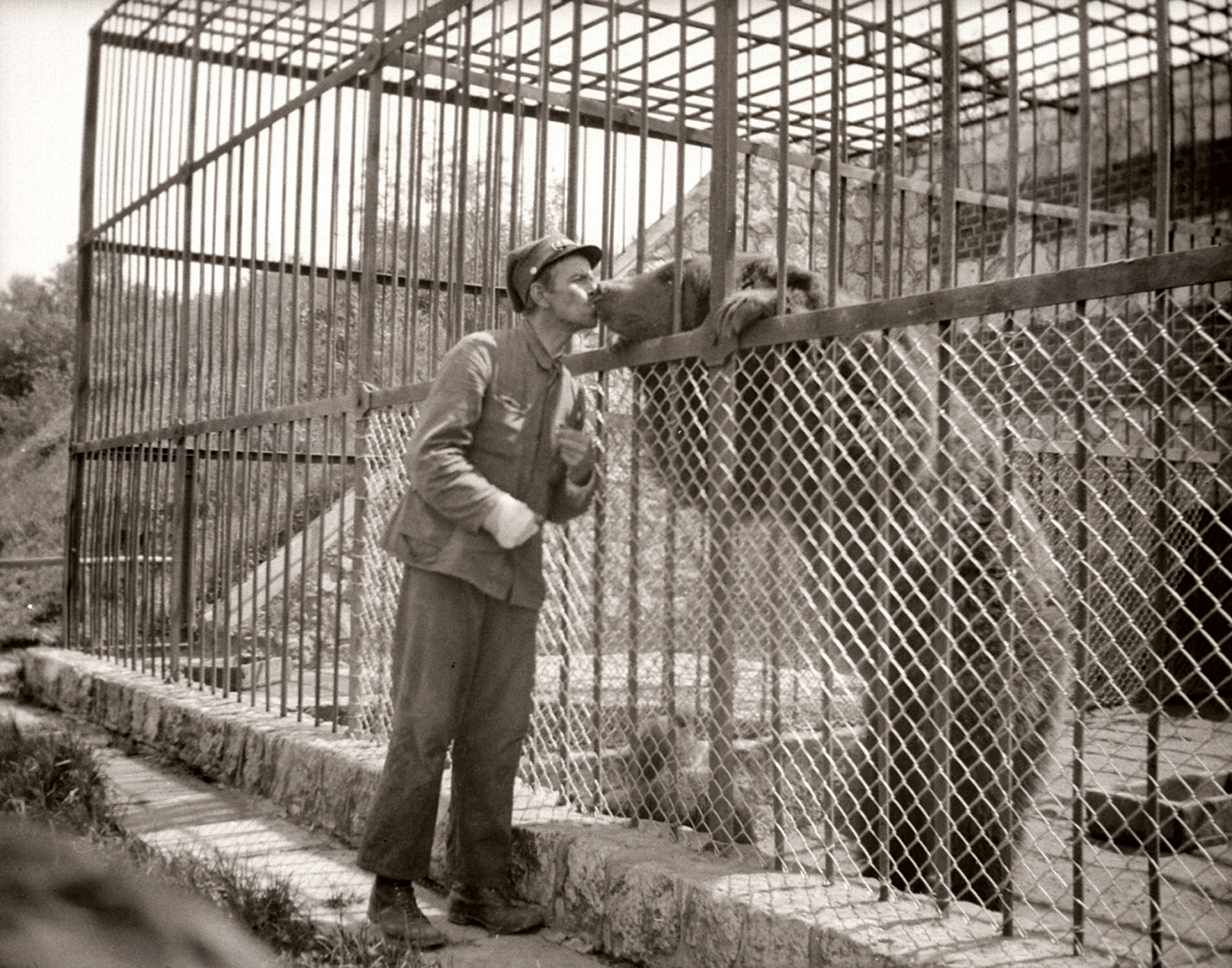
Pocałunek przyjaźni niedźwiedzia z opiekunem w krakowskim ZOO (czerwiec 1938 r.)

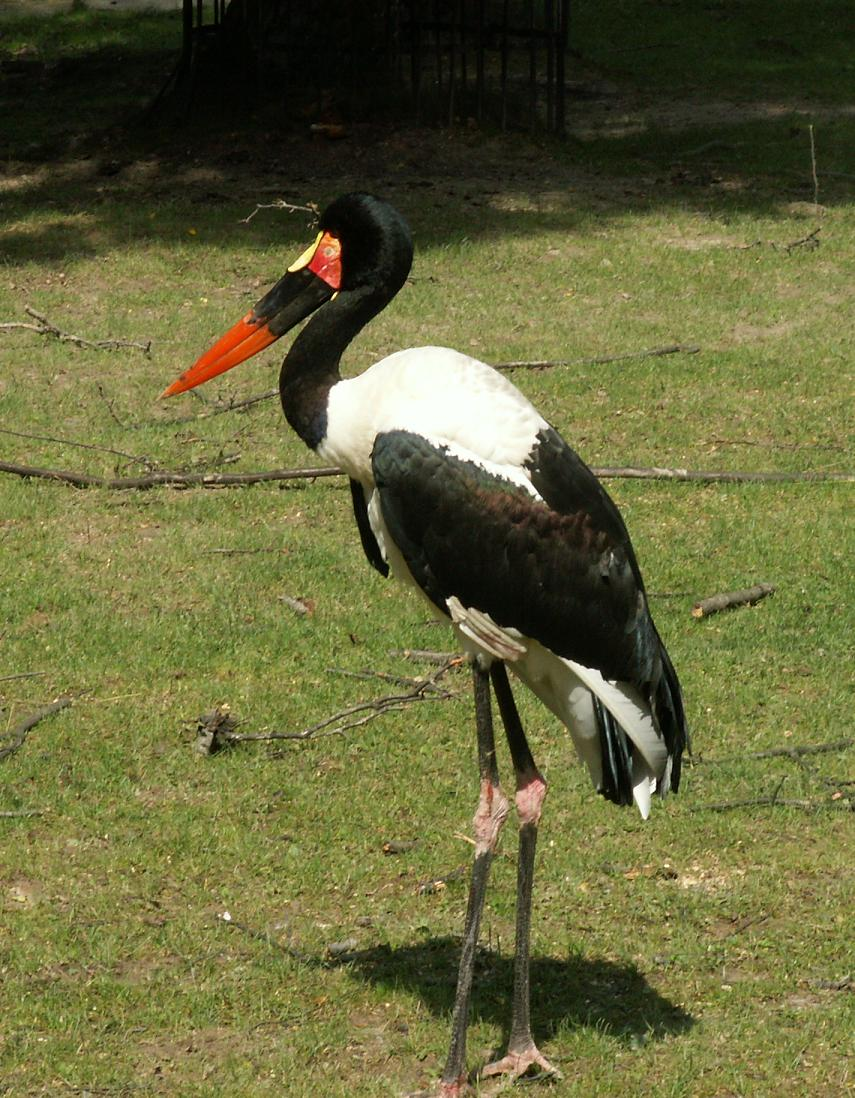
Żabiru afrykański (Ephippiorhynchus senegalensis) w krakowskim zoo.

Ogród Zoologiczny w Krakowie – ogród zoologiczny założony w 1929 roku, na terenie krakowskiego Lasu Wolskiego na wzgórzu Pustelnik.  

## Historia
Zanim powstał współczesny ogród, istniał na Wawelu zwierzyniec. Trzymano w nim m.in. małpy, wielbłądy, lwy, lamparty i wiele gryzoni. Kiedy Zygmunt III Waza przeniósł królewską siedzibę z Krakowa do Warszawy, zwierzyniec podupadł. W XVIII i XIX wieku powstawały zwierzyńce w różnych miejscach Krakowa, np. w Parku Krakowskim. Działacze Krakowskiego Oddziału Towarzystwa Przyrodniczego im. Mikołaja Kopernika – inż. Wincenty Wober, dyrektor Kazimierz Maślankiewicz, Leon Holcer i dr Karol Łukaszewicz wpadli na pomysł, aby ogród zoologiczny umieścić w Lesie Wolskim, w pobliżu klasztoru Kamedułów na Bielanach.
Otwarcie ogrodu nastąpiło 6 lipca 1929 w obecności prezydenta Rzeczypospolitej, prof. Ignacego Mościckiego. W dniu otwarcia w zoo znajdowały się 94 ssaki, 98 ptaków i 12 gadów. Od otwarcia do 1966 roku dyrektorem zoo był Antoni Koziarz.
Obecnie zoo w Krakowie posiada 260 gatunków – około 1500 sztuk zwierząt. Powierzchnia ogrodu wynosi prawie 17 ha. Krakowski zwierzyniec odwiedza rocznie ponad 500 tys. osób. 
Ogród jest oddalony od centrum Krakowa o 8 km. Można doń dotrzeć w około 15 minut autobusem miejskim nr 134 spod budynku dawnego hotelu Cracovia.
Obecnie dyrektorem zoo jest Teresa Grega.

## Dyrektorzy
- Antoni Koziarz (1929–1966)
- ?                  (1966–1975)
- Józef Skotnicki (1975–2020)[4]
- Teresa Grega (od 2020)[5]

## Sukcesy hodowlane
W 2014 wykluł się kondor wielki, odchowany przez parę rodzicielską.

## Wyróżnienia
Ogród wpisano do prestiżowego Europejskiego Stowarzyszenia Ogrodów Zoologicznych i Akwariów, skupiającego także 10 innych największych polskich ogrodów zoologicznych, spełniających normy i wymogi EAZA – w Poznaniu, Toruniu, Płocku, Warszawie, Opolu, Gdańsku, Łodzi, Wrocławiu, Chorzowie i Zamościu.